# Atalaya papuana
Atalaya papuana là một loài thực vật có hoa trong họ Bồ hòn. Loài này được (Radlk.) Leenh. mô tả khoa học đầu tiên năm 1965.